# Ловозеро
Ловозеро (рус. Ловозеро) слатководно је језеро ледничког порекла смештено у централном делу Мурманске области, на крајњем северозападу европског дела Руске Федерације. Језеро се налази у централном делу Кољског полуострва, а административно припада Ловозерском рејону. Из њега отиче река Вороња преко које је језеро повезано са басеном Баренцовог мора. Површина језера се налази на надморској висини од 153 метра, ниво воде у језеру је стабилан, а колебања на годишњем нивоу не прелазе 1 метар. Површина језерске акваторије је 200 км², док је површина сливног подручја око 3.770 км². Максимална дубина воде је до 35 метара, просечна око 5,7 метара.
Обале су јако разуђене, а по језеру се налазе бројна мања острва. Највеће острво је Курга и налази се у северном делу акваторије. Острво је дугачко око 7 км, и широко до 3,2 километра и доста је издужено у смеру север-југ.
На његовој северозападној обали налази се село Ловозеро, административни центар Ловозерсаког рејона. Западно од језера налази се брдско-планински масив Ловозерских тундри.